# Bunyoro
Bunyoro o Bañoro, también llamado Bunyoro-Kitara, es uno de los antiguos reinos de África Oriental. Los reinos fueron abolidos en 1967, pero en 1993 el presidente Yoweri Museveni los volvió a reconocer como entidades culturales, y desde ese año se volvió a usar el título de soberano (Omukama). El actual soberano es Solomon Gafabusa Iguru I, 27º Omukama (rey) de Bunyoro-Kitara.
El territorio del reino está situado al noroeste del reino de Buganda en la parte occidental de Uganda.
Durante la primera exploración de Uganda, en siglo XIX, el primer explorador eurropeo en llegar a Bunyoro, llamado John Hanning Speke, se encontró con tres reinos principales, cada uno gobernado por un monarca y sus propias leyes y costumbres, de las cuales se tiene una documentación algo escasa. Se documentaron los reinos de Kitara (que está dividida en Bunyoro y Toro), Buganda y por último Karagwe.
El origen etnocultural de las tribus de Uganda se vincula con gentes de habla bantú, estas se originaron en la costa oeste de África, migrando a lo largo de los afluentes del río Congo hasta los grandes lagos, ocupando la parte norte, sur, centro y oeste de Uganda. En la parte oriental de Uganda, que fue ocupada hace 200 años por tribus nilo-hamíticas, nunca llegaron a formar un reino, porque la gente era nómada y el área no era adecuada para la agricultura.

## Geografía
El área sobre la que se extendía, a finales del siglo XIX, el reino de Bunyoro comprende todos los territorios al este del lago Alberto y una pequeña franja cedida en 1910 al Congo Belga (actual República Democrática del Congo).
Al norte y al este, el límite lo marcaba el Nilo Victoria pero antes de que la administración colonial británica trazase con precisión los límites (1896) es presumible que el área sobre la que se extendiera el reino estuviese ligada a la influencia que sobre las tribus tuviera el soberano. En el siglo XIX aún se disputaban algunas partes de territorio fronterizo entre los reinos de Bunyoro y de Buganda.
El 14 de agosto de 1891 Frederick Lugard nombró a Rukirabasaija Daudi Kasagama Kyebambe VI rey del reino de Toro marcando así su segregación del reino de Bunyoro. Los soberanos del reino de Toro pertenecen a la misma dinastía (Babiito) que los de Bunyoro.

## Historia
El reino de Bunyoro se constituye en el siglo XV en el área del lago Alberto. En esa zona anteriormente había habido reinos de la dinastía Batembuzi y el reino de Kitara de la dinastía Bachwezi. Probablemente coincidiendo con una invasión de los Luo, tomó el poder la dinastía Babito con la que Bunyoro se convirtió en el reino más importante de la actual Uganda. La supremacía se mantuvo entre los siglos XVI y XIX, momento en el que creció la influencia del reino de Buganda. 
El reino de Bunyoro también era llamado reino de Bunyoro-Kitara, el soberano recibía el nombre de mukama. El mukama no tenía poder absoluto y debía atenerse a las leyes tradicionales. Las tumbas de los últimos mukama (Mparo Tombs) se encuentran en Mparo, a cuatro km de Hoima capital del distrito homónimo. El mukama otorgaba a los jefes de las tribus la soberanía sobre las regiones del reino y estos detentaban el poder judicial y recaudaban los impuestos.
Cuando llegaron los primeros exploradores europeos, hacia 1860, el reino estaba bajo el mando del rey Kyebambe, antecesor del rey Kabalega.
Entre los primeros europeos que entraron en el territorio de Bunyoro están John Hanning Speke, James Augustus Grant (ambos en 1862) y Sir y Lady Baker, a los que se debe el descubrimiento del Lago Alberto (1864).

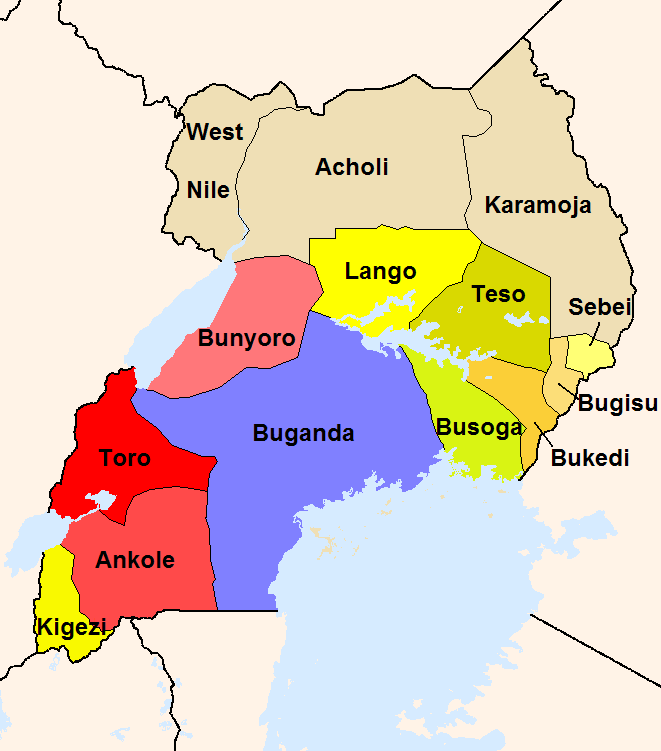
Subdivisiones del protectorado británico en Uganda. Límites de 1926: en las áreas de color rojo y en Buganda (azul) se mantuvieron los reinos tradicionales. En el área de color amarillo se introdujo una administración parecida a la existente en Buganda. En las áreas de color marrón no existían reinos tradicionales.

El 14 de mayo de 1872 Bunyoro fue asignado por Baker, gobernador general de las provincias ecuatoriales británicas, al área de soberanía anglo-egipcia (Sudán). La influencia anglo-egipcia en la región decreció con la retirada de Emin Pascha 1888 que tenía en Wadelai una de sus principales sedes.
En el periodo siguiente la parte septentrional de Bunyoro terminó incluida en el área de influencia de los mahdistas, mientras el soberano Kabarega trataba de oponerse a la penetración británica, encabezada por Frederick Lugard en la parte meridional del reino.
El progresivo cierre a la influencia europea tuvo como consecuencia una menor relevancia de Bunyoro dentro del protectorado británico, adquiriendo un mayor peso Buganda, que supo aprovechar la situación para obtener mayores concesiones y ventajas.
En 1896 el Reino Unido incluyó Bunyoro en el Protectorado. Tres años después, el 9 de abril de 1899, el soberano Kabarega fue encarcelado y exiliado a las Seychelles, y uno de sus hijos, el aún menor de edad Yosia, fue nombrado soberano, aunque con poderes muy limitados. Tras la sumisión definitiva de Bunyoro conseguida por Gerald Portal una parte del territorio fue separada y anexionada a Buganda (Buganda Agreement).

### Dinastías de Bunyoro
Para remontarnos a la etapa precolonial de Bunyoro, debemos tener en cuenta la opinión general de los investigadores y exploradores, que sitúan su origen cronológico en torno a los siglos XIII-XVI. En Bunyoro, podemos destacar tres dinastías principales, que tienen orígenes, culturas y cronologías diversas: Batembuzi, Bachwezi y Babito.

### Dinastía Batembuzi
Tenemos constancia de esta dinastía gracias al trabajo de investigadores y exploradores que mediante documentación escrita nos dan distintas fechas en lo referente a su origen. La cronología exacta no la podemos verificar, pero las investigaciones dan lugar a fecharla en un inicio cercano al siglo XIII. Los primeros reyes de los que se tiene constancia en Bunyoro pertenecerían a esta dinastía, pese a que los Batembuzi y su reinado no están bien documentados. El número de dirigentes individuales no se ha documentado claramente, pero diferentes especialistas llegan a la conclusión de que puede establecerse entre nueve y veintidós, por lo que puede ser que esta dinastía se extendiera durante un largo periodo de tiempo.

### Dinastía Bachwezi, Bunyoro-Kitara
Los Bachwezi, fueron la segunda dinastía y una de la más importantes de Uganda, ya que, a estos se les atribuye la creación del imperio de Kitara y posteriormente el reino de Bunyoro-Kitara. Cabe destacar que los Bachwezi, no solo dominaron esta zona de Uganda, sino que también distintas zonas de países cercanos. Este reino tenía un gran poder tanto religioso como militar, llegando incluso “los reyes” a verse adorados por otras tribus como semidioses debido al gran poder e influencia que tenían.
Esta dinastía debió permanecer en el poder durante poco tiempo. ya que solo se llegan a documentar tres reyes. En el ámbito económico se caracterizaba por ser buenos agricultores y ganaderos, aparte de tener una gran experiencia en la fundición de hierro. Su desaparición es todavía un misterio. Existen numerosas leyendas sobre ello, pero se ha llegado a la conclusión de que acabaron adoptando un nivel de vida inferior, ya sea porque sufrían ataques de otras tribus, epidemias, o simplemente no llegaron a soportar tal nivel de poder. De momento, solo se pueden exponer diferentes hipótesis del motivo por el cual ya no se encuentran vestigios, por eso, se deberá proceder a intensificar las investigaciones para poder establecer datos verídicos.

### Dinastía Babito
La dinastía Babito, redefinida como herederos de los Bachwezi, fue la tercera y última de la que se tiene constancia. De nuevo, debido a los escasos registros escritos que había en ese momento, no se conoce su cronología, y prácticamente casi nada de su historia. Se conserva un registro de veintisiete generaciones de reyes babito gracias a una recopilación de John Hanning Speke.
La dinastía babito se originó en el clan luo del mismo nombre. Cuando se asentaron en el reino de Buyoro la actividad principal de los nativos era la agricultura. También entre los babito había agricultores, además de los tradicionales ganaderos luo. En su integración el poder político se sustentó en la posesión de tierras y no en la de ganado.
La aristocracia babito se fue orientando hacia la acumulación de ganado y utilizó su poder para privilegiar esta actividad y a sus poseedores. A su vez, los agricultores fueron desplazados de los puestos de privilegio.

## Sociedad
Durante la época precolonial, los habitantes se organizaron en clanes fuertes con el clan real de los reyes, príncipes y princesas. El rey fue asistido por un consejo de asesores conocido como el Bajwarankondo (portadores de coronas hechas de pieles de mono) y, en asuntos administrativos, por los jefes provinciales y un consejo de notables. Todas las familias estaban gobernadas por el hombre mayor de la familia (llamado Nyineka), y el pueblo estaba dirigido por un anciano especialmente elegido por todos los ancianos del pueblo. Era conocido como un mukuru w'omugongo. Las áreas de la tierra llevaban el nombre del clan que vivía allí. Por ejemplo, Buyaga era el área del clan bayaga, Buruli para el clan baruli, Bugahya para el clan bagahya, etc.

### Tradiciones y creencias
La gente de Bunyoro es conocida como Banyoro y pertenece al Reino de Bunyoro-Kitara, en el oeste de Uganda. El idioma nativo es Runyoro-Rutooro, una lengua bantú.
Los Banyoro eran tradicionalmente un pueblo polígamo cuando podían permitírselo y el sexo premarital sucedía con frecuencia. Muchos matrimonios no duraban y era bastante común divorciarse, por lo que, debido a esto, el pago a la familia de la niña no se daba normalmente hasta después de varios años de matrimonio. Los Banyoro han mantenido su rico patrimonio cultural.  
El clan es muy importante y hay que estar al tanto de las relaciones del clan en el lado de la familia tanto del padre como de la madre, cosa que juega un papel fundamental en la reproducción. Uno no puede casarse en el propio clan o en el de su madre, sin embargo, no es extraño que la realeza de Bunyoro, Toro, Buganda y Karagwe se casen muy cerca de sus propios clanes o de los de sus madres.

### Ritos funerarios
En Bunyoro se tenía la creencia arraigada en que la muerte podía causarse de forma intencional. Poseían todo un misticismo en torno a la muerte causada, esta podía ser provocada mediante actos de brujería por las personas malvadas, de hecho, hubo una gran cantidad de enjuiciamientos a quienes se les atribuía el acto de causar la muerte de otros mediante rituales. Además, se creía en que las calumnias y las mentiras eran causa de muerte originada en los vecinos, quienes mediante estos chismes provocaban la mala fortuna a los demás. Los Bunyoro también atribuían la muerte a fantasmas o entes no humanos, a veces de origen animal, veían en estos elementos la personificación de la muerte y le tenían mucho respeto. Cuando una persona fallecía las ancianas realizaban todo un ritual de aseo en sí mismas para luego limpiar el cuerpo y lo dejaban durante dos jornadas en la casa para que la familia pudiera llorarle, aunque los varones no debían hacerlo. Cuando era el jefe de la familia quien moría se le colocaba en su mano granos de mijo mezclados con simsim. A esto se le llamaba ensigosigo, y los miembros de la familia debían comerlo de la mano del fallecido. La envoltura del cadáver dependía de la riqueza de su familia, que no encendería el fuego de la casa durante unos tres días. Además, se realizarían otro tipo de rituales como colocar el poste de la familia en el centro de la aldea junto a la cesta y arco del fallecido junto a una planta de banano de la plantación de la familia. El hijo o sobrino del muerto se encargaría de verter agua sobre estos utensilios. Además, se realizaban rituales en los animales, como decapitar al gallo para que no cante o castrar al toro para que no se apareara durante los días de luto, luego el toro era sacrificado, a esto se le llamaba mugabuzi. Una vez finalizado el periodo de luto, no se vuelve a habitar en la casa del fallecido.
Cuando concluía el luto se pasaba a su enterramiento, que igualmente era muy característico y presentaba distintos rituales. En primer lugar, el sepelio se llevaba a cabo durante la mañana o por la tarde, porque consideraban que era peligroso que la tumba recibiera directamente la luz del sol. Los enterramientos se realizaban sin llanto alguno, los fallecidos se colocaban en una posición u otra dependiendo de su género. No podían acudir las embarazadas, ya que tenían la creencia de que podrían perder al bebé por ir al entierro, además, nadie podía irse del cementerio hasta que el acto concluyera. Todos se aseaban mucho después del enterramiento ya que tenían la creencia de que, si caminaban sobre las flores con tierra en sus pies, estas se marchitarían y se pudrirían. Como ofrenda al muerto, los asistentes cortaban su cabellera y la arrojaban a la tumba. Los enterramientos se marcaban con varillas a fin de que no se construyera nada encima, pues esto implicaba traer la desgracia a la familia del fallecido. Otro ritual característico de los Bunyoro era el que llevaban a cabo en casos en los que la persona moría teniendo odio guardado hacia otros miembros de la tribu. En estos casos la boca y ano del cadáver eran tapados con arcilla para evitar que el fantasma del muerto saliera del cuerpo y tratara de tomar venganza contra los odiados en vida. Si el fallecido era el jefe de familia, el sepulturero debía untar sus codos del jugo de una planta mezclada con hollín para que la familia del fallecido lamiera este jugo del codo del sepulturero. El día del enterramiento todos se reunirían junto al sepulturero en torno a un cúmulo de leña y para concluir el rito el sepulturero golpeaba con una canasta la cabeza de cada miembro de la familia para darles buen augurio. Como se puede observar, eran un pueblo que le daban una gran importancia a la muerte, así como a los rituales llevados a cabo para con los muertos, en especial porque eran una tribu muy supersticiosa.

## Economía
A pesar de la fertilidad de la tierra y su capacidad para producir excedente, prácticamente no hubo vínculos comerciales con la costa de África Oriental. Se hicieron contactos con comerciantes árabes y exploradores europeos a mediados del siglo XIX; estos estaban interesados en el marfil y esclavos.  
Cabe decir que no existen suficientes datos de épocas coloniales y precoloniales, por lo que este análisis es de la etapa postcolonial. Una vez dicho esto, podríamos pasar a estudiar la economía de la actual Uganda. Dicha economía siempre ha dependido principalmente de la agricultura de subsistencia. Su situación se agravó durante la etapa colonial, en la que se convirtió en protectorado inglés tras una serie de conflictos y perdió una cantidad sustancial de su territorio en el que tenía tierras explotables. Al no estar abierto al mar tenía dificultades para el comercio de los productos locales y no abunda la actividad minera por la escasez de recursos minerales. Además, las sequías afectan duramente al principal sector productivo, y sin tener casi infraestructuras o industria, la economía se ve seriamente dañada y retrasada. En cuanto a los grandes ríos y lagos que posee se explotan mayoritariamente con fines comerciales, mientras que la pesca local es de consumo propio.
Los conflictos entre los pueblos que allí residían y residen siempre lastraron su desarrollo al depender de ellos y tener que buscar una unión para expandirse, como es natural. Un ejemplo reciente son los conflictos acontecidos entre 1970 y 1990, que dificultaron la ayuda de los países circundantes y con los que podrían buscar una mejoría económica conjunta, como son Kenia o Tanzania.

## Política
En primer lugar, debemos de tener en cuenta que hay dos períodos bien definidos: la etapa precolonial del siglo XIII hasta el siglo XVI, y la colonial del siglo XVI al siglo XIX. En la precolonial, el surgimiento de una creciente economía en la zona de los lagos supuso la aparición, con el paso del tiempo, de múltiples entidades de relevancia territorial que pasarían a convertirse en reinos que acabarían luchando por su primacía.
Dicha primacía, podemos observarla durante el reinado de los Babiito, donde aparentemente, el reino Babiito aprovechó el estatus de celebridad del reino Bachwezi al elaborar cuidadosamente una carta histórica que lo vinculaba de forma nativa con sus predecesores derrotados, legitimando así su usurpación de poder.
Ya evolucionados los tres reinos dirigimos la mirada a la época postcolonial, donde el reino de Bunyoro-Kitara sufrió un atraso en todos los niveles debido a la previa presencia colonial inglesa en la zona y a la dura represión que sufrió, lo que produjo un despoblamiento del territorio y un atraso con respecto al estado previo a la aparición de los colonizadores. El reino también perdió algunas posesiones territoriales y pasó a formar parte del protectorado inglés en el año 1894, y del que no saldría hasta casi un siglo después, en 1962. Hacia el año 1900 la población del reino había descendido en cuatro quintas partes de la preexistente, y la cantidad de tierra explotable en dos tercios de la preexistente. Actualmente el territorio que comprende al país de Uganda y sus alrededores no es del todo seguro por la existencia de grupos en contra del gobierno y tribus que viven en lugares alejados, pero es más seguro tras la guerra civil que duró cinco años (1980-1985).
En ese momento, el rey era asistido por una serie de consejeros que conformaban el Bajwarankondo. Desde los inicios de la etapa postcolonial aproximadamente se mantuvo un poder que era ejercido por jefecillos locales, pero que acabó degenerando en tendencias de índole nacionalista y anticolonialistas. El gran problema de las tierras que mantenía Uganda al haber perdido una cantidad sustancial en la época colonial generó una pérdida de la calidad de vida entre la población local hasta 1960. Esto le dio más poder al movimiento independentista, que consiguió su objetivo, dándole el poder al primer presidente ugandés Mutesa II de Buganda.

## Después de la independencia
Un referéndum para restituir las provincias perdidas promovido por Bunyoro poco después de la independencia (1967) condujo a una crisis de estado tras la que el presidente Milton Obote anuló la constitución y disolvió los reinos tradicionales.
Hasta 1993 el presidente Yoweri Museveni no restauró los antiguos reinos como elementos de la cultura tradicional. Desde ese momento vuelve a haber un Omukama con tratamiento de Su Alteza Real Solomon Gafabusa Iguru I., 27º Omukama de Bunyoro-Kitara que a pesar de no tener ningún papel gubernativo desempeña un importante papel cultural. El Omukama colabora con las instituciones para conseguir que las leyes sean aceptadas en las culturas locales.
Alrededor de un 3% de la población de Uganda (dato de 2005) pertenece a la etnia Banyoro.
El Bunyoro actual comprende tres distritos que totalizan unos 1.232.422 habitantes (según el censo de 2002), de norte a sur son:
- Masindi (capital: Masindi), 2002: 469.865 hab.
- Hoima (capital: Hoima), 2002: 349.204 hab.
- Kibale (capital: Kibale), 2002: 413.353 hab.